# Странник в странна страна
Stranger in a Strange Land пренасочва насам.  За песента на Айрън Мейдън вижте Stranger in a Strange Land (песен).
Странник в странна страна (на английски: Stranger in a Strange Land) е роман на американския писател фантаст Робърт Хайнлайн. Написан през 1961 година, този роман се превръща в култов за
тогавашното общество и особено за студентската прослойка. Преди рухването на комунистическите режими – защото след това той е публикуван и във въпросните страни – от него са продадени над 3 милиона броя само в САЩ и западна Европа.
В България книгата е издадена през 1996 г., а след това е преиздадена през 2007 от „Сиела“, отново в превод на Владимир Зарков.

## Сюжет
Внимание:  Текстът по-долу разкрива сюжета на произведението (или части от него)!
Историята се развива в неопределено бъдеще. Хората са изпратили първия си заселнически
кораб – „Посланик“ – да създаде колония на Марс. Изгубват сигнали от кораба още преди да е кацнал.
25 години по-късно е изпратен втори заселнически кораб – „Защитник“, който успява да кацне благополучно на планетата и там открива оцелял от първата експедиция – Валънтайн Майкъл Смит или просто „Майк“. Де факто роден на Марс и отгледан от марсианците, той е върнат на Земята, където „марсианският“ начин на мислене се сблъсква с представите на автора за бъдещото „световно“ общество.

## Идеи
Концепцията на автора постепенно се разкрива като „основополагане“ на идеята за сексуалната революция, но едновременно с това са застъпени изключително много теми и идеи: обикновеното „схващане на нещата“ срещу „грокването“, боговете („— Ти си Бог … Ан е Бог. Аз съм Бог. Щастливите треви са Бог. Джил винаги гроква в красота. Джил е Бог. Цялото оформяне, правене, създаване…“), сексуалното поведение, религиите, контактът с извънземен разум (не непременно с извънземни същества) и много други.
Като цяло книгата може да се определи като скандална, но това е съвсем естествено в рамките на тогавашното американско общество.